# 桦田站
樺田站（韓語：화전역）是朝鮮民主主義人民共和國两江道普天郡樺田里的一個鐵路車站，属于三池渊线。

## 邻近车站
三池渊线
渭淵青年站 - 樺田站 - 普天青年站